# Angelo Rizzo
Angelo Rizzo (* 11. April 1926 in Montedoro, Provinz Caltanissetta, Italien; † 16. Juli 2009 ebenda) war Bischof von Ragusa.

## Leben
Angelo Rizzo studierte am Priesterseminar von Caltanissetta Katholische Theologie und Philosophie. Am 31. Oktober 1948 empfing er die Priesterweihe. Er war Subregens und Studienpräfekt am Priesterseminar von Caltanissetta. 1965 wurde Angelo Rizzo zum Erzpriester von Montedoro und zum Direktor des Büros für Katechese des Bistums Caltanissetta ernannt. Zudem wurde er Kanoniker an der Kathedrale Santa Maria La Nova.
Am 2. Februar 1974 wurde er zum Bischof von Ragusa ernannt. Die Bischofsweihe spendete ihm am 18. März desselben Jahres der Erzbischof von Palermo, Salvatore Kardinal Pappalardo; Mitkonsekratoren waren der Bischof von Caltanissetta, Alfredo Maria Garsia und der emeritierte Bischof von Caltanissetta, Francesco Monaco. In der Italienischen Bischofskonferenz war Rizzo Mitglied der Kommission für die Laien. Seinem altersbedingten Rücktrittsgesuch wurde durch Johannes Paul II. am 16. Februar 2002 stattgegeben.